# 亨德里克·布鲁格曼

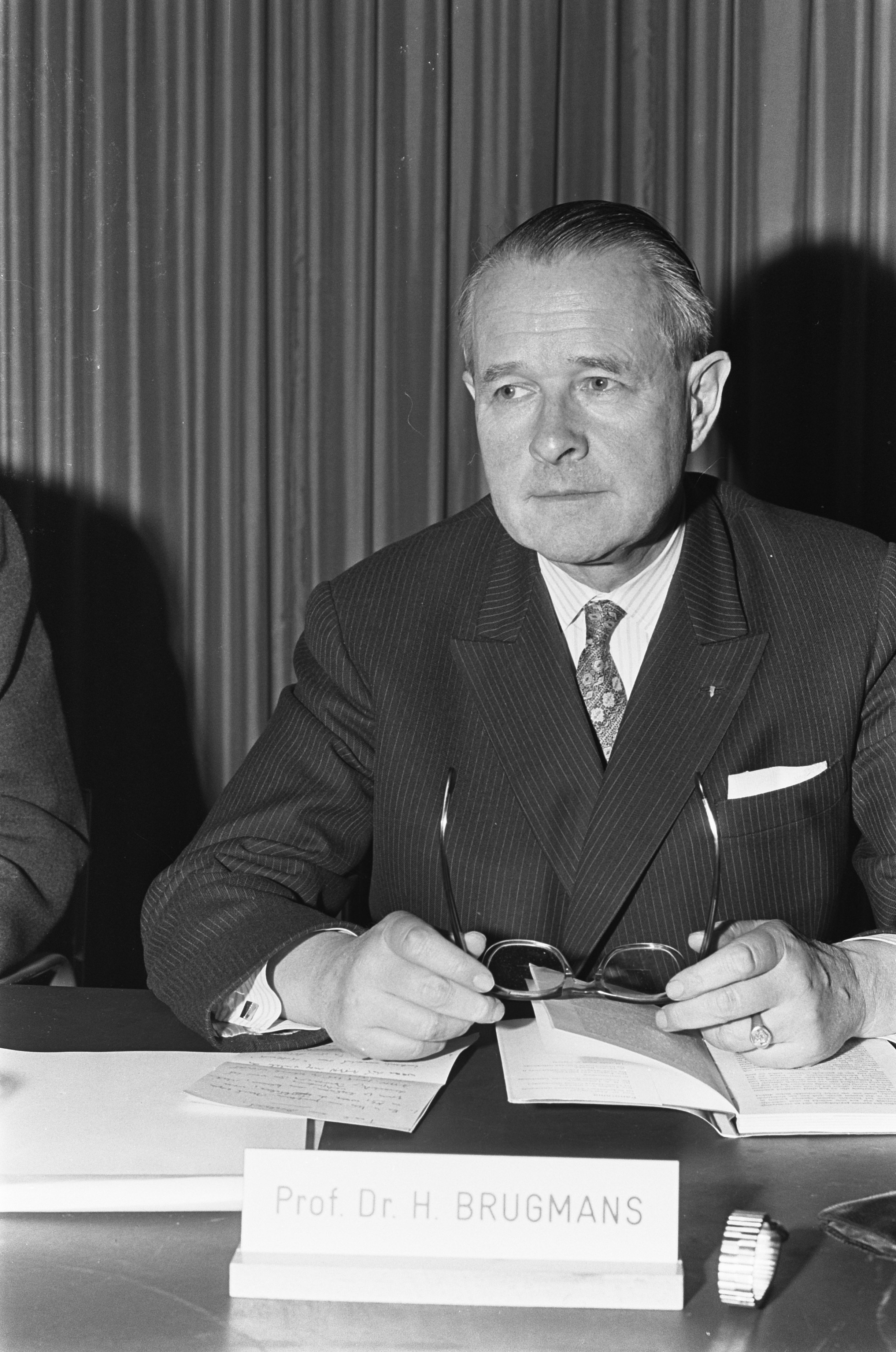
亨德里克·布鲁格曼

亨德里克·布鲁格曼 （荷蘭語：Hendrik Brugmans, 1906年12月13日—1997年3月12日）是荷兰历史学家，语言学家，欧洲公学首任校长。

## 生平
亨德里克·布鲁格曼是历史学家Hajo Brugmans和Maria Keizer的儿子。在阿姆斯特丹大学和巴黎索邦大学学习法国文学。他是欧洲运动的领导人，也是欧盟联邦主义者联合创建人和首任会长，1950年到1972年出任布鲁日的歐洲學院首任校长。

## 荣誉
1951年他被授予查理曼奖。1972年退休仍住在布鲁日。1997年逝世，享年90岁。在他去世后歐洲學院为了表彰他的贡献，将那一学年命名为 布鲁格曼推广，同时设立以他名字命名的讲座席位。布鲁日的一座建筑物也以他的名字命名。
2010年之后，欧洲公学的学生们将年度足球比赛命名为亨德里克·布鲁格曼纪念杯，足球赛包括现任和已经毕业的欧洲公学学生。